# Гвинеја
Гвинеја (фр. Guinée), званично Република Гвинеја (фр. République de Guinée), је држава у западној Африци. Главни град Гвинеје је Конакри. Док је раније је била позната као Француска Гвинеја (фр. Guinée française), модерна држава се понекад назива Гвинеја-Конакри да би се нагласила разлика од других земаља са речју „Гвинеја” у њиховом имену и од истоименог региона, као што су Гвинеја Бисао и Екваторијална Гвинеја. Гвинеја има популацију од четрнаест милиона становника и површину од 245.860 km².
Гвинеја се налази уз обалу Атлантског океана, одакле се у луку спушта на југоисток. Граничи се са Гвинејом-Бисао, Сенегалом, Малијем, Обалом Слоноваче, Либеријом и Сијера Леонеом.
Суверена држава Гвинеја је република са председником којег директно бира народ; та позиција је истовремено шеф државе и шеф владе. Једнодомна Гвинејска народна скупштина је законодавна власт земље, и њене чланове народ исто тако директно бира. Судску грану предводи Врховни суд Гвинеје, највиши и коначни суд у земљи.

## Име
О настанку имена земље постоји легенда. По легенди, француски дошљаци су упитали групу жена које су прале рубље на обали реке за име земље. Оне су у страху одговориле: „Гине наи мора“, што на локалном језику значи: „Ми смо жене“.

## Историја
Зна се да је Гвинеја око 900. припадала царству Гана. Од 13. до 16. века на територији данашње Гвинеје су владала царства Мали, па затим Сонгаи. Португалски истраживачи су стигли до обала Гвинеје између 1460. и 1470. Европљани су користили Гвинеју као извор робова и слоноваче. Француска је колонизовала Гвинеју 1890. и укључила је у Француску западну Африку. Гвинеја је била једина француска колонија која је 1958. гласала за независност на референдуму којим је Француска својим колонијама понудила аутономију у Француској уз финансијску помоћ, или независност. Формалан дан проглашења независности је 2. октобар 1958. Први председник, Ахмед Секу Туре (председавао 1957-1984), земљом је управљао као диктатор близак идејама панафричког социјализма. Оваква политика није допринела развоју земље на дужи рок, тако да је Гвинеја и данас једна од сиромашнијих земаља Африке. Од 1984, до смрти 2008, на власти је био Лансана Конте. На председничку функцију је дошао пучем, али ју је легализовао на изборима 1993. Последњих деценија у Гвинеју је стигао велики број избеглица из грађанским ратом захваћених суседних земаља, Либерије и Сијера Леонеа.

## Географија

### Положај
Државе са којима се Гвинеја граничи су: Обала Слоноваче, Гвинеја Бисао, Либерија, Мали, Сенегал и Сијера Леоне. Површина државе износи 245.857 km².

### Геологија и рељеф
Највиши врх Гвинеје је Нимба, висок 1.752 метра. Други највећи планински масив је Фута Џалон, са највишим врхом Монт Лура (1.538м). Уз обалу Атлантика пружа се низија, која је већински насељена народом Сусу.

### Воде
На Гвинејској висоравни смештени су извори великих афрчких река: Нигер, Гамбија и Сенегал. Морска обала дуга је 320 километара.

### Флора и фауна
Јужни део државе покривен је кишним шумама, док је север углавном карактеришу суве саване.
Земљу насељавају многобројне врсте рептила, водоземаца, инсеката и птица.

### Клима
Климу Гвинеје карактеришу два типа: тропска монсунска (Am) и тропска саванска (Aw). Тропска монсунска клима карактеристична је за обалу Атлантика и за југоисток земље.

## Привреда
У Гвинеји се налазе највеће светске резерве боксита (25 милијарди метричких тона), а поред њих руде гвожђа, урана, налазишта злата и дијаманата. Трговина бокситом и алуминијумом чини 80% спољне трговине. Око 80% становништва ради у пољопривреди (банане, ананас, кафа, кикирики).

## Становништво
Број становника 2023. године износио је 14,2 милиона. Стопа плодности је 2014. износила 4,93.
У Гвинеји се говори велики број језика. Званични је француски. Пулар је најзаступљенији језик, а говори га 33,9% популације, док је други мандика са 29,4%. Трећи најзаступљенији језик је сусу (21,2%), док остатак становништва говори велики број мањих језика, од којих су најзаступљенији киси и кпеле.
Најзаступљенија етничка група је Фулани, која насељава углавном регију Фута-Џалон и представља 33,4% становништва. Етничка група Мандика, која чини 29,4% становништва, углавном насељава префектуре Канкан и Кисидугу. Главни град Конакри и читаву обалу Атлантика, насељава народ Сусу, који чини 21,2% становништва. Остале етничке групе чине 16% становништва.
Муслимани чине 86,8% становништва, анимисти 9,42%, док хришћани чине 3,52%.

## Образовање
Стопа писмености Гвинеје једна је од најнижих на свету: у 2010. години процењено је да је само 41% одраслих било писмено (52% мушкараца и 30% жена). Основно образовање је обавезно током 6 година, али већина деце не похађа школу тако дуго, а многа уопште не иду у школу. У 1999. години похађање основне школе износило је 40 посто. Деца, посебно девојчице, држе се ван школе како би помогли родитељима у домаћем послу или пољопривреди, или бивају удате: Гвинеја има једну од највиших стопа дечијег брака у свету.

## Здравље

### Ебола
У 2014. години дошло је до епидемије вируса еболе у Гвинеји. У одговору на насталу ситуацију, Министарство здравља забранило је продају и конзумирање слепих мишева, за које се сматрало да су преносиоци болести. Упркос ове мере, вирус се на крају проширио из руралних подручја у Конакри, и крајем јуна 2014. године досегао је и до суседних земаља Сијере Леоне и Либерије. Почетком августа 2014. Гвинеја је затворила своје границе према Сијера Леону и Либерији како би помогла у сузбијању ширења вируса, јер је у тим земљама пријављено више нових случајева болести него у Гвинеји.
Епидемија је почела почетком децембра, у селу званом Мелијандоу, у југоисточној Гвинеји, недалеко од граница са Либеријом и Сијера Леоном. Први познати случај било је двогодишње дете које је умрло, након врућице, повраћања и испољавања црне столице 6. децембра. Мајка детета умрла је недељу дана касније, затим сестра и бака. Њихови симптоми су укључивали температуру, повраћање и пролив. Затим је, путем неговатеља или оних који су присуствовали погребима, болест проширена и на друга села.
Небезбедне сахране остају су један од главних извора преношења болести. Светска здравствена организација (СЗО) је известила да немогућност интеракције са локалним заједницама онемогућава здравственим радницима да прате порекло и сојеве вируса.
Мада је СЗО укинуо статус Јавног хитног стања од међународног значаја (енгл. Public Health Emergency of International Concern - PHEIC) 29. марта 2016, извештај о стању еболе објављен 30. марта потврдио је још 5 случајева у претходне две недеље, при чему је вирусним секвенцирањем повезан један од случајева са епидемијом из новембра 2014.

### Здравствена заштита мајки и деце
Стопа смртности мајки на 100.000 рођених у Гвинеји је била 680 током 2010. године. То је упоредиво са 859,9 у 2008. и 964,7 у 1990. години. Стопа смртности деце млађе од 5 година на 1000 порођаја је 146, а смртност новорођенчади унутар старосне групе до 5 година је 29. У Гвинеји је број бабица на 1.000 живорођених 1, а ризик од смрти за труднице је 1 на 26. Гвинеја је друга у погледу висине заступљености преваленције осакаћивања женских гениталија у свету.

### HIV/AIDS
Процењује се да је било заражено 170.000 одраслих и деце крајем 2004. године. Надзорне анкете спроведене 2001. и 2002. године показују већу стопу ХИВ-а у урбаним срединама него у руралним. Распрострањеност је била највећа у Конакрију (5%) и градовима региона Шумске Гвинеје (7%) који се граниче са Обалом Слоноваче, Либеријом и Сијером Леоне.